# Cambridge (circonscription provinciale)
Pour les articles homonymes, voir Cambridge (homonymie).
Circonscription électorale provinciale du Canada
Cambridge est une circonscription provinciale de l'Ontario représentée à l'Assemblée législative de l'Ontario depuis 1975. 

## Géographie
La circonscription consiste en la ville de Cambridge et le Canton de North Dumfries.
Les circonscriptions limitrophes sont Wellington—Halton Hills, Kitchener-Sud—Hespeler, Kitchener—Conestoga, Brantford—Brant, Flamborough—Glanbrook et Oxford. 

## Historique
| Législature | Années        | Député    | Député             | Parti                     |
| ----------- | ------------- | --------- | ------------------ | ------------------------- |
| 30e         | 1975-1977     |           | Monty Davidson     | NPD                       |
| 31e         | 1977-1981     |           | Monty Davidson     | NPD                       |
| 32e         | 1981-1985     |           | Bill Barlow        | Progressiste conservateur |
| 33e         | 1985-1987     |           | Bill Barlow        | Progressiste conservateur |
| 34e         | 1987-1990     |           | Michael Farnan     | NPD                       |
| 35e         | 1990-1995     |           | Michael Farnan     | NPD                       |
| 36e         | 1995-1999     |           | Gerry Martiniuk    | Progressiste conservateur |
| 37e         | 1999-2003     |           | Gerry Martiniuk    | Progressiste conservateur |
| 38e         | 2003-2007     |           | Gerry Martiniuk    | Progressiste conservateur |
| 39e         | 2007-2011     |           | Gerry Martiniuk    | Progressiste conservateur |
| 40e         | 2011-2014     | Rob Leone |                    | Progressiste conservateur |
| 41e         | 2014-2018     |           | Kathryn McGarry    | Libéral                   |
| 42e         | 2018-2020     |           | Belinda Karahalios | Progressiste-conservateur |
| 42e         | 2020-2021     |           | Belinda Karahalios | Indépendant               |
| 42e         | 2021-2022     |           | Belinda Karahalios | Nouveau Bleu              |
| 43e         | 2022–2025     |           | Brian Riddell      | Progressiste-conservateur |
| 44e         | 2025–en cours |           | Brian Riddell      | Progressiste-conservateur |

## Circonscription fédérale
Depuis les élections provinciales ontariennes du 4 octobre 2007, l'ensemble des circonscriptions provinciales et des circonscriptions fédérales sont identiques.